# Jun Mizukoshi
Jun Mizukoshi (født 15. januar 1975) er en tidligere japansk fodboldspiller.
Han har spillet for flere forskellige klubber i sin karriere, herunder Albirex Niigata og Ventforet Kofu.